# مدرس خصوصی
مدرس خصوصی (یا معلم خصوصی یا آموزگار خصوصی) به هر آموزگاری گفته می‌شود که آموزش را خصوصی‌وار انجام می‌دهد. آموزش در سایه عنوان آموزش‌های خصوصی است که خارج از جریان اصلی نظام آموزش ارائه می‌شود.
به‌طور معمول یک مدرس خصوصی به دانش‌آموزی که در یک یا چند موضوع درسی ضعیف است کمک می‌کند. همچنین یک معلم خصوصی ممکن است برای ارائه آموزش به دانش‌آموزی که امکان حضور در مدرسه ندارد تعیین شود.
در ایالات متحده آمریکا اصطلاح "tutor" (مربی) به‌طور کلی به کسی گفته می‌شود که آموزش‌های حرفه‌ای در یک زمینه ارائه می‌دهد.

## مدارس متوسطه انگلیسی و ایرلندی
در انگلیس و ایرلند، مدارس متوسطه با  آموزگار فرم مسئول آموزش به یک فرم یا کلاس از دانش‌آموزان در یک سال خاص هستند (حداکثر ۳۰ نفر دانش‌آموز). آنها معمولاً کار در تیم‌های سالانه و تحت راهنمایی یک راهبر یا معلم فعالیت می‌کنند. مربیان در این روش رابط بین مدرسه و اولیای دانش‌آموزان هستند و پیشرفت تحصیلی دانش‌آموزان را به والدین آنها گزارش می‌کنند.

## تدریس خصوصی در آسیا
در کره جنوبی حدود ۹۰ درصد از دانش‌آموزان ابتدایی نوعی از سایه آموزش و پرورش در سایه را دریافت می‌کنند. در هنگ کنگ در حدود ۸۵ درصد از دانش‌آموزان دبیرستانی سال بالا آموزش خصوصی می‌بینند. ۶۰ درصد از دانش‌آموزان ابتدایی در بنگال غربی هند و ۶۰ درصد از دانش در قزاقستان تدریس خصوصی دارند.
تقاضا برای تدریس خصوصی در آسیا رشد شدیدی دارد که تاحدودی به دلیل طبقه‌بندی سیستم آموزش و پرورش، مسائل فرهنگی و کاستی‌های آموزش عمومی همراه با رشد ثروت و افزایش خانواده‌های کم جمعیت است. از این رو آموزش و پرورش تبدیل به یک صنعت خصوصی سودآور شده است که کسب و کار فراوانی به دنبال داشته است.
در کامبوج، تدریس خصوصی توسط معلمان ارائه می‌شود؛ در حالی که در هنگ کنگ توسط افراد، شرکت‌های کوچک یا شرکت‌های بزرگ صورت می‌گیرد. در مغولستان، آموزش‌های خصوصی، فیزیکی و عملی هستند در حالی که کارآفرینان در کره جنوبی از کامپیوتر و دیگر اشکال فناوری استفاده می‌کنند.

## هزینه‌های آموزش خصوصی
برخی از مطالعات هزینه‌های مرتبط با «آموزش و پرورش در سایه» را مطالعه کرده‌اند. در پاکستان به‌طور متوسط، تدریس خصوصی برای هر کودک $۳٫۴۰ در ماه در سال ۲۰۱۱ بوده است. در هند، میانگین هزینه‌ها پایین‌تر بوده اما هنوز هم برابر با حدود ۲ دلار در هر ماه برآورد شده است.
در ایالات متحده، بازار تدریس خصوصی بخش بخش شده است. برخی موسسات تدریس خصوصی آنلاین توانسته‌اند به سکویی برای جذب مدرسان خصوصی تبدیل شوند. برای مثال یکی از این سایتها دارای بیش از ۳۴۰۰۰ آموزگار ثبت شده در کالیفرنیا همراه با نرخ تدریس آنهاست.
اما در ایران بازار تدریس خصوصی به شدت غیرشفاف است و هزینه‌های بسیار پراکنده‌ای در مورد آن شنیده می‌شود. از دانشجویان سال اول دانشگاه‌های معتبر تا کسانی که مؤلف کتاب‌های برتر کمک آموزشی هستند، تدریس خصوصی انجام می‌دهند و همین امر باعث شده است قیمت تدریس خصوصی از قیمت‌های بسیار پایین در حد ساعتی ۲۰ هزار تومان تا ساعتی ۲ میلیون تومان متغیر باشد.

## اثربخشی
در بسیاری از کشورها افراد می‌تواند بدون دیدن آموزش خاصی تبدیل به معلم خصوصی شوند. در برخی از کشورها از جمله کامبوج، گرجستان، قزاقستان، لائوس و تاجیکستان، معلمان با تدریس خصوصی بعد از ساعت کلاس درآمد مکمل به دست می‌آورند. به دلیل کم بودن حقوق معلمان، این کار به نوعی ضرورت جهت تأمین هزینه‌های معلمان تبدیل شده است.
تدریس خصوصی همیشه در افزایش پیشرفت تحصیلی مؤثر نیست. گاه در برخی از مدارس، دانش‌آموزان از کلاس می‌گریزند یا در کلاس به دلیل خستگی پس از مدرسه به خواب می‌روند. این کار باعث کم اثر شدن آموزش و پرورش عمومی می‌شود.